# Andrzej Sypytkowski
Andrzej Sypytkowski (n. 14 octombrie 1963, Koszalin, Polonia) este un ciclist de performanță ce a reprezentat Polonia, medaliat olimpic. A participat la 2 ediții ale Jocurilor Olimpice (1988, 1992) în care a câștigat o medalie de argint.